# Lista de deputados estaduais do Rio Grande do Norte da 49.ª legislatura
Essa é uma lista de deputados estaduais do Rio Grande do Norte eleitos para o período 1967-1971. 40 deputados.

## Composição das bancadas
| Partido | Líder                     | Bancada | Posição  |
| ------- | ------------------------- | ------- | -------- |
| ARENA   | Francisco Serafico Dantas | 37 / 40 | Governo  |
| MDB     | Pedro de Lucena Dias      | 3 / 40  | Oposição |

## Deputados estaduais
| Número | Deputados estaduais eleitos        | Partido | Votação | Percentual | Cidade onde nasceu      | Unidade federativa  |
| 11883  | Aderson Dutra de Almeida           | ARENA   | 4.475   | 1,73%      | Patu                    | Rio Grande do Norte |
| 11558  | Antônio Ferreira de Melo           | ARENA   | 5.894   | 2,28%      | São Gonçalo do Amarante | Rio Grande do Norte |
| 11604  | Antonio Rodrigues de Carvalho      | ARENA   | 6.113   | 2,37%      | Mossoró                 | Rio Grande do Norte |
| 11980  | Antônio Severiano da Câmara Filho  | ARENA   | 4.347   | 1,68%      | João Câmara             | Rio Grande do Norte |
| 11471  | Asclepíades Fernandes e Silva      | ARENA   | 4.778   | 1,85%      | Santana do Matos        | Rio Grande do Norte |
| 11891  | Benvenuto Pereira de Araújo Neto   | ARENA   | 4.352   | 1,68%      | São José de Mipibu      | Rio Grande do Norte |
| 11690  | Boanerges de Azevedo Barbalho      | ARENA   | 4.530   | 1,75%      | Santo Antônio           | Rio Grande do Norte |
| 11625  | Carlindo de Souza Dantas           | ARENA   | 6.539   | 2,53%      | Caicó                   | Rio Grande do Norte |
| 11954  | César Augusto Regalado de Alencar  | ARENA   | 7.412   | 2,87%      | Alexandria              | Rio Grande do Norte |
| 11251  | Dary de Assis Dantas               | ARENA   | 3.836   | 1,48%      | Serra Negra do Norte    | Rio Grande do Norte |
| 11250  | Edgard Borges Montenegro           | ARENA   | 5.032   | 1,95%      | Assu                    | Rio Grande do Norte |
| 11114  | Francisco Assunção de Macedo       | ARENA   | 4.740   | 1,83%      | Sítio Novo              | Rio Grande do Norte |
| 11212  | Francisco Diniz Câmara             | ARENA   | 4.005   | 1,55%      | Macau                   | Rio Grande do Norte |
| 11916  | Francisco Seráfico Dantas          | ARENA   | 7.975   | 3,09%      | Lajes Pintadas          | Rio Grande do Norte |
| 11381  | Garibaldi Alves                    | ARENA   | 6.539   | 2,53%      | Angicos                 | Rio Grande do Norte |
| 15981  | Geraldo dos Santos Queiroz         | MDB     | 3.087   | 1,19%      | Jucurutu                | Rio Grande do Norte |
| 11583  | Jocelyn Vilar                      | ARENA   | 4.792   | 1,85%      | Natal                   | Rio Grande do Norte |
| 11631  | José da Silveira Pinto             | ARENA   | 3.955   | 1,53%      | Rio do Fogo             | Rio Grande do Norte |
| 11644  | José Fernandes de Melo             | ARENA   | 4.206   | 1,63%      | Currais Novos           | Rio Grande do Norte |
| 11673  | José Josias Fernandes              | ARENA   | 4.625   | 1,79%      | São Fernando            | Rio Grande do Norte |
| 11148  | José Marcílio Furtado              | ARENA   | 5.114   | 1,98%      | Touros                  | Rio Grande do Norte |
| 11103  | Luiz Antônio Vidal                 | ARENA   | 5.052   | 1,96%      | Santo Antônio           | Rio Grande do Norte |
| 11897  | Magnus Kelly de Miranda Rocha      | ARENA   | 5.903   | 2,29%      | Extremoz                | Rio Grande do Norte |
| 11346  | Manoel Leão Filho                  | ARENA   | 5.644   | 2,19%      | Angicos                 | Rio Grande do Norte |
| 11487  | Manoel Veras Saldanha              | ARENA   | 3.810   | 1,47%      | Campo Grande            | Rio Grande do Norte |
| 11360  | Milton Aranha Marinho              | ARENA   | 4.218   | 1,63%      | Caicó                   | Rio Grande do Norte |
| 11470  | Moacir Torres Duarte               | ARENA   | 5.720   | 2,22%      | Natal                   | Rio Grande do Norte |
| 11758  | Mônica Nóbrega Dantas              | ARENA   | 4.690   | 1,82%      | Macaíba                 | Rio Grande do Norte |
| 11367  | Olavo Lacerda Montenegro           | ARENA   | 5.777   | 2,24%      | Assu                    | Rio Grande do Norte |
| 11590  | Onésio Fernandes Maia              | ARENA   | 5.207   | 2,02%      | Caraúbas                | Rio Grande do Norte |
| 11783  | Osny Valmir de Freitas Targino     | ARENA   | 4.031   | 1,56%      | Baraúna                 | Rio Grande do Norte |
| 11366  | Paulo Diógenes Pessoa              | ARENA   | 3.963   | 1,53%      | São Miguel              | Rio Grande do Norte |
| 11602  | Paulo Gonçalves de Medeiros        | ARENA   | 5.171   | 2,00%      | Natal                   | Rio Grande do Norte |
| 15373  | Pedro de Lucena Dias               | MDB     | 4.687   | 1,81%      | Pirpirituba             | Paraíba             |
| 11295  | Radir Pereira de Araújo            | ARENA   | 4.290   | 1,66%      | Currais Novos           | Rio Grande do Norte |
| 11946  | Raimundo Abrantes Ferreira         | ARENA   | 4.465   | 1,73%      | Parelhas                | Rio Grande do Norte |
| 11344  | Radir Pereira de Araújo            | ARENA   | 3.759   | 1,45%      | Currais Novos           | Rio Grande do Norte |
| 15869  | Roberto Brandão Furtado            | MDB     | 2.013   | 0,78%      | Natal                   | Rio Grande do Norte |
| 11844  | Tertius César Pires de Lima Rabelo | ARENA   | 3.596   | 1,39%      | Parnaíba                | Piauí               |
| 11123  | Ulisses Bezerra Potiguar           | ARENA   | 5.169   | 2,00%      | Alexandria              | Rio Grande do Norte |